# Buspirone

## Description
La buspirone est un médicament utilisé pour traiter l'anxiété. Elle appartient à la classe des anxiolytiques non benzodiazépiniques. Elle est dépourvue d'activité hypnotique, anticonvulsivante et myorelaxante, ce qui n'est pas le cas des benzodiazépines, mais conserve toutefois une faible action sédative.
Contrairement aux benzodiazépines, son utilisation n'est pas associée à des phénomènes de sevrage par exemple de tolérance et de dépendance, ce qui en fait un anxiolytique de choix dans la prise en charge de la pharmacodépendance, alcoolo-dépendance et des toxicomanies. Après le début du traitement, l'efficacité n'intervient que deux à trois semaines plus tard.
Les effets indésirables les plus fréquents sont les céphalées, nausées, vertiges, sueurs et rarement une insomnie.
L'action de la buspirone est encore mal élucidée, mais il semblerait qu'elle inhibe le récepteur dopaminergique D2 et ait une action sérotoninergique (5-HT1A). Son emploi en association avec la classe des antidépresseurs sérotoninergique n'est pas assez documenté pour affirmer qu'il n'y ait pas de compétition au niveau des récepteurs de la sérotonine. Toutefois, une étude menée sur 300 000 patients traités conjointement par antidépresseurs et buspirone n'a pas démontré de risque significatif de syndrome sérotoninergique.

## Indications
- Anxiété réactionnelle, notamment les troubles de l'adaptation avec humeur anxieuse et l'anxiété post-traumatique.

- Traitement d'appoint de l'anxiété au cours des névroses, (notamment  hypocondrie, phobie).

- Anxiété associée à une affection somatique sévère ou douloureuse.

- Anxiété généralisée.

- Traitement relais du sevrage d'un traitement benzodiazépine (à débuter au moins 15 jours avant l'arrêt de la molécule benzodiazépine).

- Traitement d'appoint off label  [Hors AMM] de la prise en charge des toxicomanies (éthylisme, dépendances diverses).

## Mécanisme d'action
Son mécanisme d'action est incomplètement élucidé mais on sait qu'elle possède des effets agonistes partiels sérotoninergiques 5-HT1A, antagonistes dopaminergiques D2 et α2 adrénolytiques centraux.

## Pharmacocinétique
La buspirone présente une demi-vie de 2 à 11 heures. 
Son catabolisme est hépatique, l'élimination en est urinaire et biliaire. 

## Formes commerciales
Autrefois commercialisée par le laboratoire G.GAM sous le nom de Buspar, la buspirone n'existe plus en France qu'en tant que générique des laboratoires Mylan et Sandoz.